# خروس‌دره
خروس دره، روستایی از توابع شهرستان آوج در استان قزوین ایران است.

با عبور از جادۀ آبگرم به آوج و عبور از گردنۀ معروف آن، وارد شهر آوج شده، که در میان کوهستان‌های قاراقان، استقرار یافته است و پس از ادامۀ مسیر به سمت همدان و پس از طی مسافتی حدود ۵ الی ۶ کیلومتر، تابلوی روستای خروس دره دیده می‌شود. 
روستای خروس دره با وسعتی بالغ بر ۳۰۰ هکتار، در فاصلۀ تقریبی ۱۱۰ کیلومتری جنوب قزوین، از سمت شمال با شهر آوج و روستای چوبینه، از سمت جنوب با روستای کاروانسرا و زاکان، از سمت شرق با روستای قهوج و نهایتاً از سمت غرب با روستای سلطان بلاغ همجوار است و از نظر تقسیمات کشوری تابع بخش مرکزی شهرستان آوج استان قزوین می‌باشد.
این روستا دارای آب و هوای سرد و کوهستانی با تابستان‌های بسیار خنک و مطبوع و زمستان‌های بسیار سرد می‌باشد.

## جمعیت
این روستا در شهرستان آوج قرار دارد و براساس سرشماری مرکز آمار ایران در سال ۱۳۸۵، جمعیت آن ۲۴۷ نفر (۷۰خانوار) بوده‌است.

## گالری

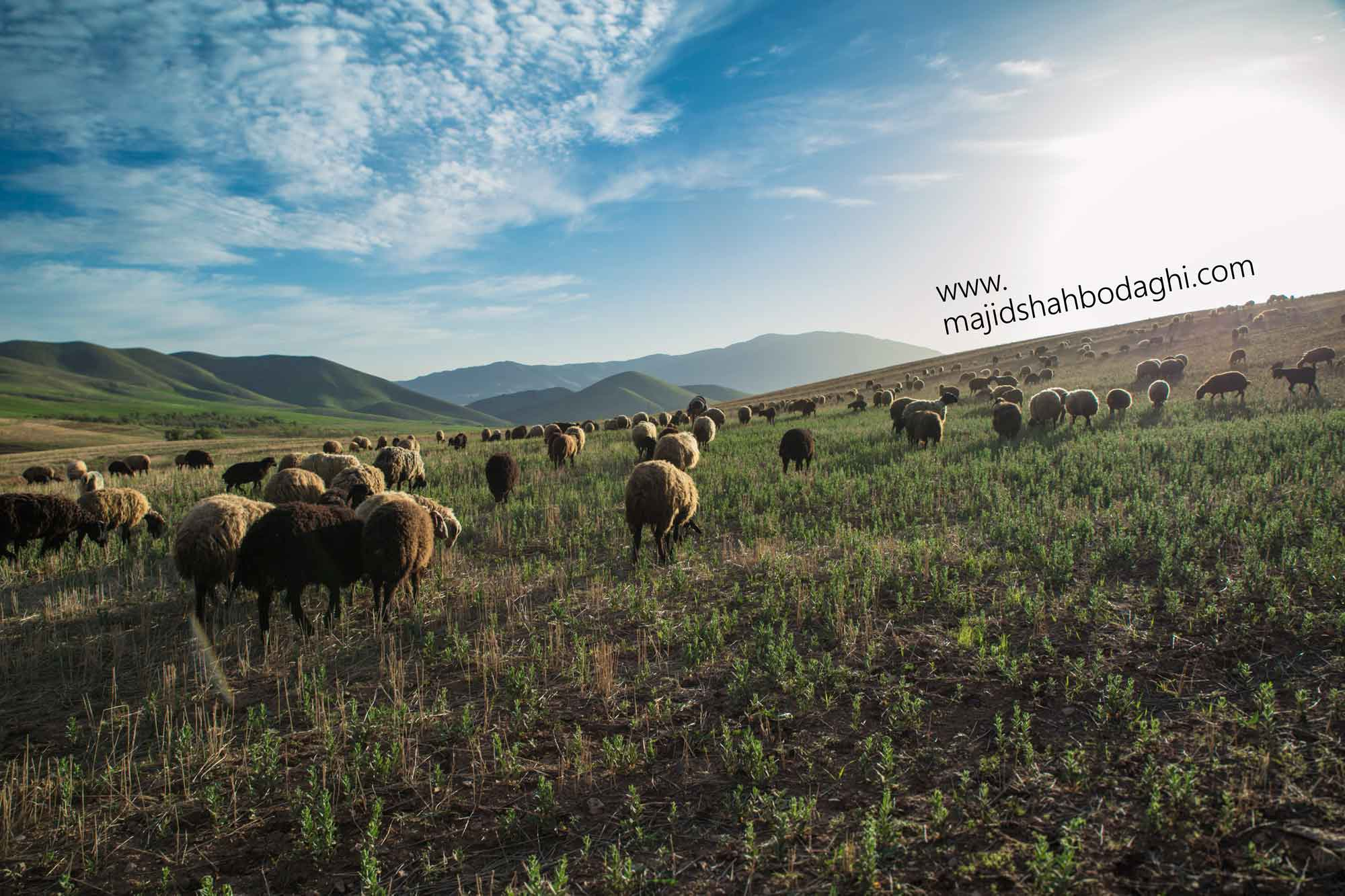
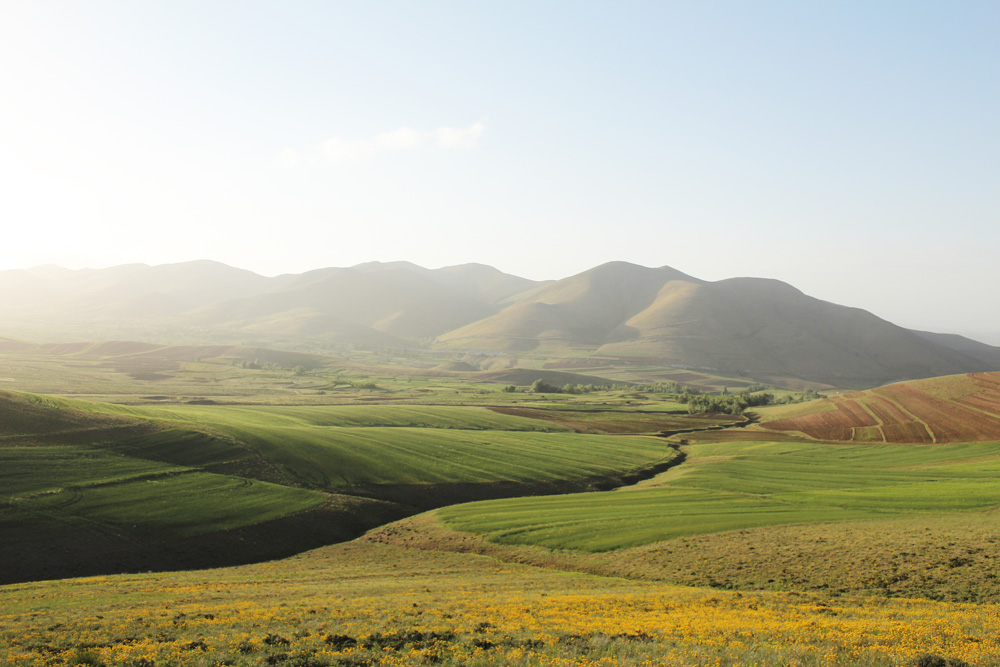